# 熊本県道262号覚井一武線
熊本県道262号覚井一武線（くまもとけんどう262ごう かくいいちぶせん）は、熊本県球磨郡錦町を通る一般県道である。

## 概要
球磨郡錦町大字木上北から球磨郡錦町大字一武に至る。

### 路線データ
- 起点：熊本県球磨郡錦町大字木上北（熊本県道33号人吉水上線交点）
- 終点：熊本県球磨郡錦町大字一武

## 歴史
- 2020年（令和2年）3月31日 - 熊本県告示第267号により熊本県道43号錦湯前線の一武バイパスと並行する旧道の県道指定が解除されたことに伴い、終点では県道との接続がなくなる[1]。

## 地理

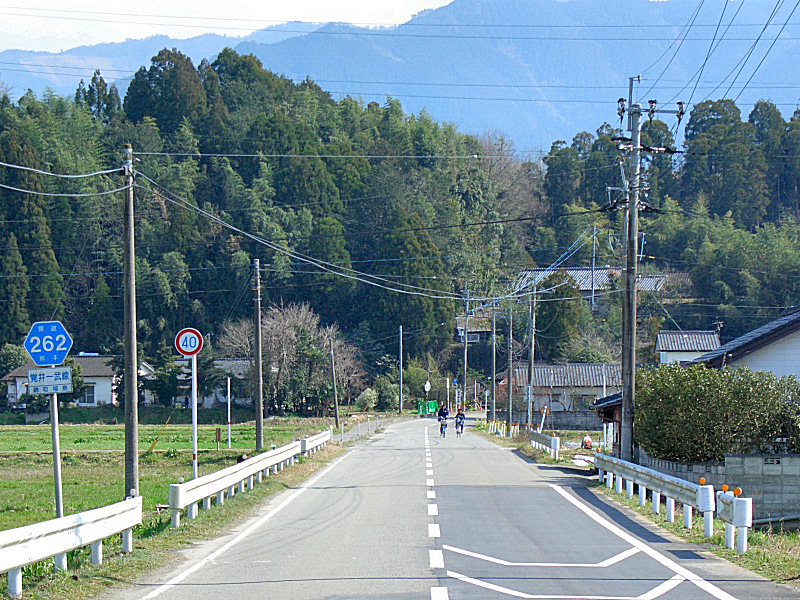
沿線の様子（一武駅前）

### 通過する自治体
- 球磨郡錦町

### 交差する道路
| 交差する道路                    | 交差する場所 | 交差する場所 |
| ------------------------------- | ------------ | ------------ |
| 熊本県道33号人吉水上線          | 大字木上北   | 起点         |
| 熊本県道335号湯前人吉自転車道線 | 大字木上北   |              |
| 国道219号                       | 大字一武     |              |

### 交差する鉄道
- くま川鉄道湯前線

### 沿線
- 球磨川
- くま川鉄道湯前線 一武駅
- 錦町役場
- 錦町立一武小学校
- 道の駅錦